# Паламарчук Костянтин Савич
Костянти́н Савич Паламарчу́к (1921—2011) — український педагог, відмінник освіти України.

## З життєпису
Народився 1921 року в селі Лісівщина Коростенського району. Закінчив лісівщинську 7-річну школу, в Коростені — середню школу. Вивчився за скороченим курсом у Житомирі на вчителя математики, працював у селі Недашки Базарського району. Дещо згодом продовжив навчання — на фізико-математичному факультеті Київського педагогічного інституту. Радіоаматор, вдостоєний грамоти від уряду СРСР — за заслуги у радіофікації країни.
З огляду на те, що іще з дитинства мав поганий зір, на початку війни військкоматом був мобілізований не на фронт, призначили відповідальним за перегонку тварин — з Житомирщини у південні області УРСР. На сході України його призначили директором Новоолександрівської школи (Сватівський район Ворошиловградської області). З відступом червоноармійців почав добиратись додому, потрапив у полон. Зумів зробити підкоп та втік уночі. Дійшов до рідної Лісівщини, стає інформатором червоних партизан — передавав відомості про рух вантажів на залізниці (дані отримував від родича). При відступі німців та мадярів з місцевою дівчиною рятував від полум'я дерев'яний міст у Лісівщині — підпалили відступаючі. Після відновлення роботи відділу освіти призначений директором Іванівської школи Коростенського району. Відновив її роботу, викладав математику. Призначений відновлювати роботу Ушомирської школи. Сам виготовив електродзвінок, гальванічні елементи до нього й автоматичний пристрій. Працював директором до закінчення навчального року, далі став працювати завучем. В Ушомирі зустрів Остапчук Марію Феодосівну, вчительку української мови та літератури, з якою поєднав життя.
Мав власні розробки, його статті друкували у фахових журналах. Викладав математику, креслення, працював вихователем у гуртожитку школи, керував дитячою технічною творчістю — майстрував з дітьми радіоприймачі, моделі літаків та ракет. Вихованці Паламарчука здобували численні нагороди на обласних та республіканських змаганнях, гурток визнано кращим в Житомирській області серед шкільних авіамодельних. Загалом мав понад 50 років педагогічного стажу, відмінник народної освіти.
Дружина Марія Феодосівна Паламарчук (Остапчук) — також відмінник освіти України. Виховали дітей Миколу та Ларису, тішилися онуками Оленою, Миколою та Ярославом. Син Микола також став учителем.